# 布局 (集成电路)
布局（英語：placement）是电子设计自动化中的一个重要步骤，在這過程中會把電路元件安置在指定面積的晶片上進行物理设计的流程。如果电路的布局存在設計不良，那么集成电路芯片的性能将会受到影響甚至部份失靈或嚴重的產生故障，而且会因为納米級別的微電路連線設計得不到優化（对连线的配置称为布线），導致晶片的制造效率降低甚至增加了不良品的比率。因此，电路的布局人员必须考虑到对多个参数的优化，以使电路成品能够符合预定的性能要求。

## 延伸阅读
下列学术期刊提供了有关电子设计自动化的更多信息：
- IEEE Transactions On Computer-Aided Design Of Integrated Circuits And Systems
- ACM Transactions On Design Automation

下列学术文献解释了用于元件布局多对象（功率、延迟、面积和连线长度）优化的元启发式算法：
- Fast Fuzzy Force-Directed/Simulated Evolution Metaheuristic  for Multiobjectice VLSI Cell Placement